# Aideen’s Grave

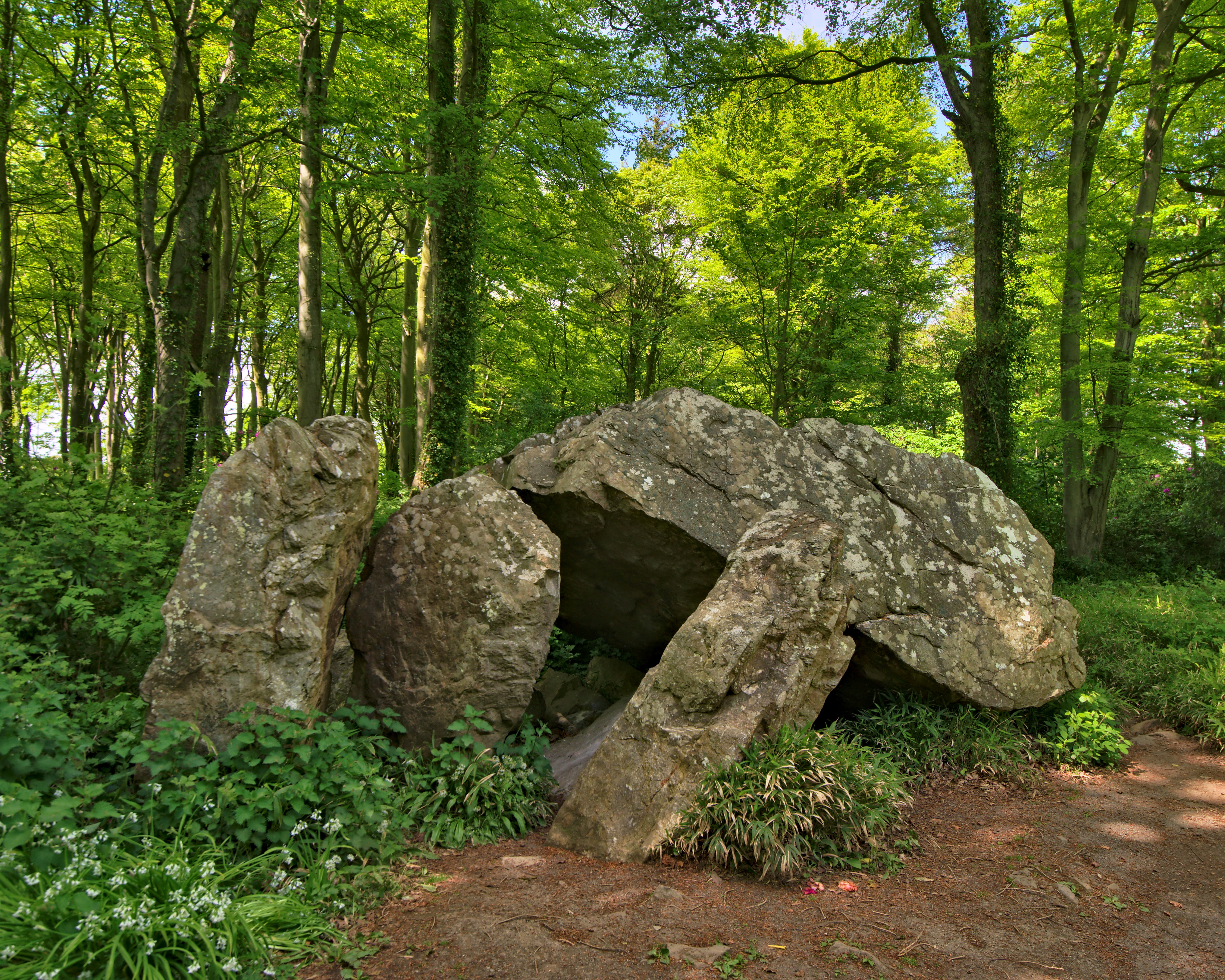
Aideen’s Grave

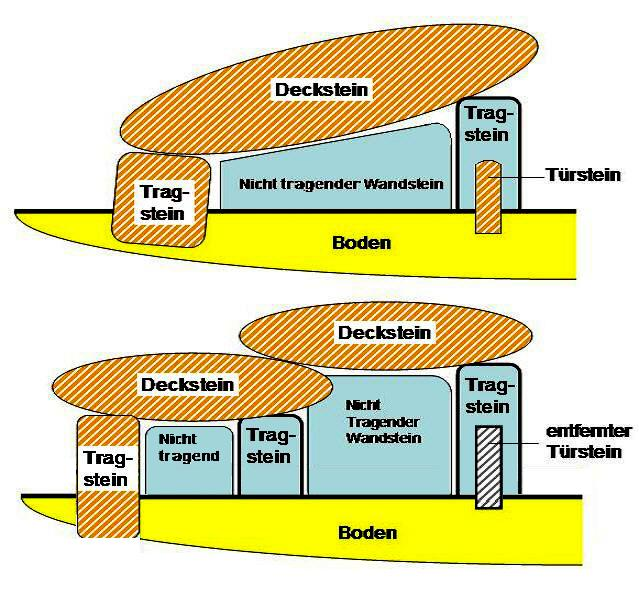
Schema Portal Tomb - Aideen’s Grave entsp. dem oberen Bild

Aideen’s Grave (irisch Uaigh Aoidín, auch „Finn mac Cools Quoit“ genannt) liegt in Howth (Binn Éadair) im County Fingal in Irland.
Das südostorientierte Portal Tomb auf der Halbinsel Howth Head liegt westlich des Ortes, auf dem Gelände des Howth Castle. Die verstürzte Megalithanlage deren Quarzitdeckstein mit einem Gewicht von annähernd 75 Tonnen, der zweitgrößte nach dem Browneshill-Dolmen im County Carlow und vor Carrickglass im County Sligo ist, ist komplett. Die beiden Portalsteine, die jeweils etwa 2,5 m hoch sind, und der Türstein befinden sich in situ. 
Als Portal Tombs werden Megalithanlagen in Irland und Großbritannien  bezeichnet, bei denen zwei gleich hohe, aufrecht stehende Steine mit einem Türstein dazwischen, die Vorderseite einer Kammer bilden, die meist mit einem zum Teil gewaltigen Deckstein bedeckt ist.
Aideen (altirisch Étaín) war der Sage nach die Frau von Oscar, der in der Schlacht von Gabhra fiel. Als Aideen von Oscars Tod erfuhr, brach sie zusammen starb an ihrer Trauer. Oisín, der Vater von Oscar hatte sie in Howth begraben und errichtete das Portal Grab. Solche Gräber waren in den Sagen in der Regel großen Kriegern und Königen vorbehalten.
Aideen’s Grave ist auch ein Buchtitel von William Butler Yeats.